# Venasque

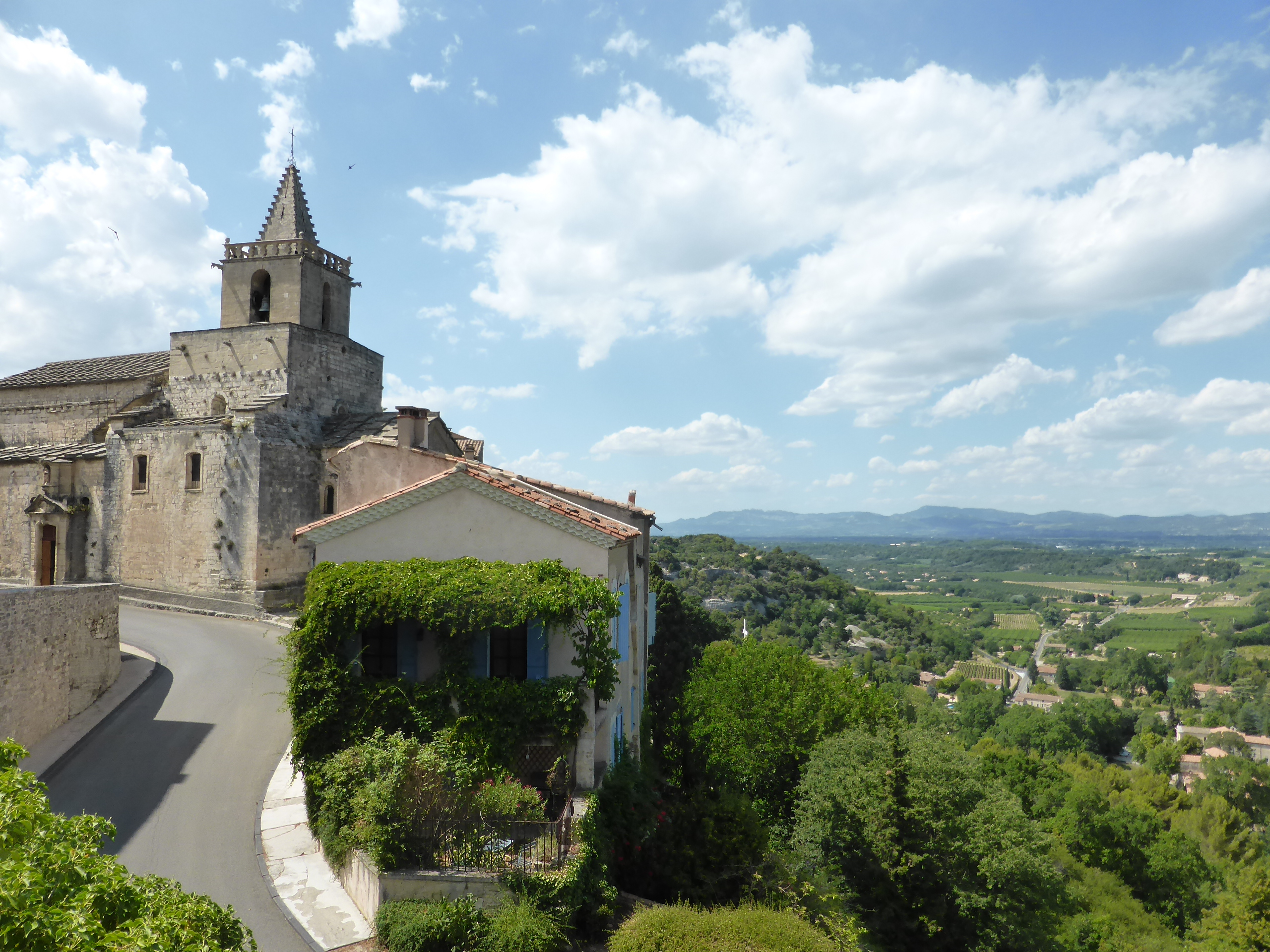
Vista de Venasque

Venasque es una comuna francesa situada en el departamento de Vaucluse, en la región de Provenza-Alpes-Costa Azul.

## Demografía
| 1 194 | 1 117 | 1 050 | 1 093 | 983 | 1 057 | 942 | 984 | 950 | 1 007 | 938 | 885 | 830 | 735 | 680 | 700 | 646 | 595 | 545 | 524 | 442 | 422 | 420 | 410 | 371 | 407 | 506 | 519 | 526 | 656 | 785 | 966 | 1011 |
| Para los censos de 1962 a 1999 la población legal corresponde a la población sin duplicidades (Fuente: INSEE [Consultar]) |       |       |       |     |       |     |     |     |       |     |     |     |     |     |     |     |     |     |     |     |     |     |     |     |     |     |     |     |     |     |     |      |